# Пастави
Пастави или Постави (блр. Паставы; рус. Поставы) град је у северозападном делу Републике Белорусије и административни је центар Паставског рејона Витепске области. 
Према процени из 2012. у граду је живело 19.900 становника, што га чини петим по величини градом у целој Витепској области.

## Географија
Пастави је смештен у централном делу истоименог рејона, на крајњем западу Витепске области. Кроз град протиче река Мјадзелка која припада басену Западне Двине. Град се налази на око 268 km западно од административног центра области Витепска, и на око 190 km северно од Минска, главног града земље. 
На територији града налазе се чак три језера, Црно, Овално и Задевско (које је уједно и највеће). 

## Историја
Насеље се у писаним документима први пут помиње 1409. и све до средине 18. века егзистирало је као малена сеоска заједница стешњена између два језера која је мењањем свог тока образовала река Мјадзелка. 
Град је био део Велике Кнежевине Литваније све до 1793. када је постао делом Руске Империје. Свој први службени грб Пастави је добио 1796. године. 
Након краћег периода пољске власти (1921—1939), у септембру 1939. постаје делом Белоруске ССР. У саставу Витепске области је од 1960. када је добио и статус административног рејонског центра.

## Становништво
Према процени, у граду је 2012. живело 19.900 становника.
| 1979.  | 1989.  | 1999.  | 2009.  | 2012.  |
| ------ | ------ | ------ | ------ | ------ |
| 17.982 | 19.022 | 19.022 | 19.815 | 19.900 |

## Саобраћај
Иако се град налази недалеко од међународне границе, не представља важан саобраћајни центар. Најважнији саобраћајни правци су железница која повезује Пастави са Линтупијем, те друмски правци Р27 на линији Браслав—Мјадзел и Р110 на линији Глибокаје—Линтупи. 

## Међународна сарадња
Град Пастави има потписане уговоре о међународној сарадњи са следећим гардовима:
| - Сант'Оресте, Италија - Резекне, Летонија - Купишкис, Литванија - Рокишкис, Литванија - Швенчионис, Литванија - Ширвинтос, Литванија | - Вејхерово, Пољска - Сјемјатиче, Пољска - Курск, Россия - Пушкино, Россия - Јихви, Естонија |